# 里奧韋爾德縣
里奧韋爾德縣（西班牙語：Cantón Rioverde），是厄瓜多爾的縣份，位於該國西北部，由埃斯梅拉達斯省負責管轄，面積1,506平方公里，2001年人口22,164，人口密度每平方公里14.72人。
1°4′N 79°24′W / 1.067°N 79.400°W